# Osmia giliarum
Osmia giliarum là một loài Hymenoptera trong họ Megachilidae. Loài này được Cockerell mô tả khoa học năm 1906.